# Kubrat (miasto)
Kubrat (bułg. Кубрат) – miasto w Bułgarii, w obwodzie Razgrad, siedziba gminy Kubrat. W 2023 roku liczyło 6725 mieszkańców.